# Jayson Molumby
Jayson Molumby, né le 6 août 1999 à Cappoquin en Irlande, est un footballeur international irlandais qui évolue au poste de milieu central à West Bromwich Albion.

## Biographie

### En club
Jayson Molumby est né à Cappoquin en Irlande, et rejoint en 2015 Brighton & Hove, où il poursuit sa formation. Après être devenu un membre régulier de l'équipe réserve du club à 18 ans, il joue son premier match en professionnel le 22 août 2017 contre le Barnet FC en coupe de la Ligue, où il est titularisé (victoire 1-0 de Brighton). 
Le 23 juillet 2019 Molumby est prêté une saison au Millwall FC, en deuxième division anglaise. Il s'y impose rapidement comme un titulaire, débutant la plupart des matchs de son équipe.
Le 4 mars 2020 Molumby prolonge son contrat avec son club formateur jusqu'en 2023.
Le 5 janvier 2021, il est prêté à Preston North End.
Le 27 août 2021, Molumby est prêté à West Bromwich pour une saison avec option d'achat.
Le 15 avril 2023, Molumby réalise son premier doublé pour West Bromwich Albion, lors d'une rencontre de championnat face à Stoke City. Titulaire, il permet à son équipe de s'imposer avec ses deux buts (1-2 score final),.

### En sélection
Il joue son premier match avec les espoirs le 24 mars 2019, contre le Luxembourg. Il est titulaire lors de cette victoire des Irlandais par trois buts à zéro. Il devient l'un des leaders des espoirs, portant même le brassard de capitaine.
En mars 2020, au vu de ses performances en club Molumby est pressenti pour intégrer l’équipe d’Irlande.
Le 6 septembre 2020, Jayson Molumby honore sa première sélection avec l'équipe d'Irlande à l'occasion d'un match de Ligue des nations contre la Finlande. Il est titularisé au milieu de terrain et son équipe s'incline sur le score de un but à zéro.